# Oorlams
Oorlams (auch Oorlands, Oorlans) ist eine Afrikaans-basierte Kreolsprache in Südafrika und Namibia. Sie wird vor allem im Nordosten Südafrikas gesprochen. Oorlams hat einige Elemente von Bantusprachen. Es ist auch die Sprache der Orlam, die heute in Namibia leben. Oorlams wird vermutlich nicht in Schulen gelehrt. Bereits 1905 wurde der Begriff verwendet, wenn auch in anderer Bedeutung. 1943 war der Begriff Oorlams bereits für die ethnische Gruppe in Gebrauch. Die Sprecherzahl ist stabil. Möglicherweise hatte er die Bedeutung ursprüngliche Bewohner. Oorlams ist möglicherweise von Malaiisch für alter Mensch abgeleitet.
Es gab Oorlams, die sich von anderen Mitgliedern der ethnischen Gruppe Nama im Kolonialzeitalter trennten und sich sprachlich an die Weißen anpassten. Sie passten sich sprachlich an niederfränkisch sprechende Weiße an. Sie wechselten von Khoisansprachen dorthin. Die Sprache Oorlams ist nicht bedroht.

## Stammbaum und Zusammenhänge
- Niederländisch
  - Afrikaans
    - Oorlams

Andere Dialekte des Afrikaans sind: Oosgrens-Afrikaans, Oranjerivier-Afrikaans und Afrikaaps.